# Ethan Allen Express
L'Ethan Allen Express est un train de voyageurs exploité par Amtrak et circulant quotidiennement entre New York et Rutland dans le Vermont via Albany en suivant un itinéraire long de 388 km. La durée totale du trajet est de 5h30. Le train est subventionné par les États du Vermont et de New York, et le train est populaire parmi les vacanciers qui se rendent dans la station de ski de Killington, dans le Vermont. L'Ethan Allen Express porte le nom du héros de la guerre d'indépendance américaine Ethan Allen. Entre la Penn Station et Schenectady, il opère le long de l'Empire Corridor, un corridor ferroviaire à grande vitesse désigné par le gouvernement fédéral. Il desservira Burlington dès juillet 2022.

## Histoire
En avril 1995, le Montrealer qui effectuait une liaison nocturne entre New York et Montréal fût limité à Saint Albans, remis en horaire diurne et renommé le Vermonter fournissant un service de jour à l'est et au centre du Vermont pour la première fois depuis 1966. À l'époque déjà, l'état préconisait une liaison vers Rutland à l'ouest de l'état. 4,7 millions de dollars de fonds fédéraux ont été obtenus pour moderniser l'ancienne ligne de la Delaware and Hudson Railway entre Whitehall et Rutland pour la vitesse des passagers. Le service a été lancé le 2 décembre 1996. C'était le premier service de passagers à Rutland depuis la Rutlanda railway qui a cessé son service entre Burlington et New York City en 1953.
L'Ethan Allen Express a commencé son service avec des arrêts à Rutland, Fort Edward, Saratoga Springs, Schenectady, Albany – Rensselaer, Hudson, Rhinecliff , Poughkeepsie, Croton, Yonkers et New York . Un arrêt a été ajouté à Fair Haven en novembre 1997.
Jusqu'en mai 2002, le train comprenait un fourgon à bagages pour les skis et les vélos ainsi que les bagages enregistrés.
En octobre 2008, la Vermont Agency of Transportation (VTrans) a proposé de supprimer l'Ethan Allen Express et de le remplacer par un bus en invoquant des restrictions budgétaires. La proposition a été rejetée par un comité législatif. VTrans a de nouveau proposé de mettre fin au service en janvier 2009, 200 personnes se sont rassemblées à la gare de Rutland contre cette proposition. Les défenseurs des chemins de fer, dirigés par le Vermont Rail Action Network et les dirigeants politiques locaux  se sont organisés pour lutter les plans pour abandonner le service ont été abandonnés
Le 2 janvier 2010, l'Ethan Allen Express a commencé à s'arrêter à Castleton. L'arrêt à Fair Haven a pris fin le 9 janvier de la même année.
Le 23 février 2011, VTrans a ouvert une enquête sur la gestion par le Vermont Rail System (VRS) de l'Ethan Allen Express entre Whitehall et Rutland après qu'Amtrak ait informé l'État du Vermont que l'état de la voie retardait fréquemment le train. Amtrak a évalué la ligne comme la pire du pays. Au cours de l'été 2011, VRS a mené des travaux d'amélioration de la voie en question, pour aboutir à une réduction de 18 minutes du temps de trajet d'ici la fin de l'année 2011, avec des travaux supplémentaires prévus pour l'été 2012. Le projet a été financé à la fois par l'entreprise et par l'État de New York pour un coût total de 3,25 millions de dollars, et impliquait la reconstruction d'environ 13 km de voies ferrées et de huit passages à niveau. En février 2012, les travaux de voie ont entraîné une réduction du temps de trajet de 15 minutes vers le sud et de 25 minutes vers le nord entre Rutland et Whitehall, tandis que le temps total de fonctionnement de l' Ethan Allen Express en retard est passé à 135 minutes en décembre 2011, contre 11 068 minutes un an plus tôt.
Tous les trains utilisant l'Empire Corridor, à l'exception de Lake Shore Limited, ont eu pour terminus le Grand Central Terminal du 26 mai au 4 septembre 2018 pour permettre des travaux sur le tunnel d'accès à Pennsylvania Station, le pont mobile Spuyten Duyvil et la voie 19 de la Penn Station de New York.
En avril 2020, le service Ethan Allen Express au nord d'Albany-Rensselaer a été suspendu indéfiniment dans le cadre d'une série de réductions de service en réponse à la pandémie de Covid-19.

### Extension à Burlington
Il y a eu plusieurs plans pour étendre l'Ethan Allen de Rutland à Burlington et ceux depuis les années 2000. Le dernier service de passager entre les villes était en 1953 sur le Green Mountain Flyer et le Mont-Royal du chemin de fer Rutland.
En 2005, le sénateur Jim Jeffords a obtenu une réserve de 30 millions de dollars pour financer en partie la prolongation. De ce montant, il restait 19 millions de dollars en 2011, le solde ayant été utilisé pour d'autres projets comme un nouvel embranchement pour le trafic de marchandises,.
Les défenseurs, dirigés par les chambres de commerce et le Vermont Rail Action Network, ont renouvelé la pression pour une extension à Burlington. Ils pensaient que le service à Burlington garantirait la viabilité à long terme du service en augmentant significativement le nombre de voyageurs.
La Vermont Agency of Transportation (VTrans) a demandé des fonds de l'American Recovery and Reinvestment Act of 2009 pour reconstruire les voies entre Rutland et Burlington aux normes du transport de passagers (95 km/h). Bien que la demande initiale n'ait pas été approuvée, l'État a ensuite introduit une deuxième demande de 70 millions de dollars pour des subventions similaires, et plus tard une troisième, qui ont toutes été rejetées.
En 2013, le projet d'extension a reçu un financement supplémentaire de 9 millions de dollars du cinquième cycle du programme TIGER V (Transportation Investment Generating Economic Recovery ) pour payer le remplacement du rail articulé par un rail soudé en continu. En octobre 2015, la Vermont Agency of Transportation a reçu une subvention TIGER 2015 de 10 millions de dollars pour réhabiliter 18 km de voie, ajouter une étoile ferroviaire à Rutland, ajouter des croisements et des voies d'évitement et installer des quais à Middlebury, Vergennes et Burlington . Ces améliorations entraîneront une augmentation des vitesses allant jusqu'à 94 km/h pour le fret et 97 km/h pour les trains de voyageurs entre Rutland et Burlington.
En octobre 2015, VTrans a déclaré que le service vers Burlington commencerait d'ici trois à quatre ans. On s'attend actuellement à ce que le service commence en 2021. Lorsqu'il commencera, il est prévu que le train arrivera à Burlington le soir et repartira le matin. Middlebury a embauché un consultant pour étudier les emplacements de sa gare, tandis que Burlington a embauché un consultant pour étudier où le train devrait être garé pendant la nuit,. Le problème de stockage de train a été résolu avec la décision d'entreposer les trains pendant la nuit au sud de la gare.
En 2022, Amtrak annonce qu'à partir de juillet 2022 l'extension jusqu'à Burligton sera mise en service.

## Itinéraire
L'Ethan Allen Express fonctionne sur des voies appartenant aux compagnies suivantes :
- Clarendon & Pittsford Railroad : Rutland, Vermont - Whitehall, New York
- Canadian Pacific : Whitehall - Schenectady, New York
- CSX Transportation : Schenectady - Poughkeepsie, New York
- Metro-North Railroad : Poughkeepsie - Spuyten Duyvil, New York
- Amtrak : Spuyten Duyvil - New York Penn Station

L'Ethan Allen Express répond aux performances des trains à grande vitesse. Entre Albany et Schenectady, New York, la subdivision Hudson de CSX Transportation permet des vitesses allant jusqu'à 180 km/h.

## Équipement
De nos jours, un Ethan Allen Express typique avait trois ou quatre voitures économiques de type Amfleet, une voiture de classe affaire de type Amfleet et une voiture-café également de type Amfleet, le train étant tracté par une locomotive bimode GE P32AC-DM.

## Gares desservies
| Distance en miles (km)         | Station                 | Ville                | Entrée en service | Correspondances |
| ------------------------------ | ----------------------- | -------------------- | ----------------- | --- |
| 0 milles (0 kilomètres)        | Rutland                 | Rutland, VT          | 2 décembre 1996   | |
| 9 milles (14,48 kilomètres)    | Castleton               | Castleton, VT        | 2 janvier 2010    | MVRTD "The Bus": Fair Haven-Rutland Connector |
| 44 milles (70,81 kilomètres)   | Fort Edward–Glens Falls | Fort Edward, NY      | 2 décembre 1996   | Amtrak: Adirondack GGFT: 4, Train-Catcher Service |
| 63 milles (101,39 kilomètres)  | Saratoga Springs        | Saratoga Springs, NY | 2 décembre 1996   | Amtrak: Adirondack CDTA: NX Northway Xpress, 471, 472 Saratoga and North Creek Railway |
| 82 milles (131,97 kilomètres)  | Schenectady             | Schenectady, NY      | 2 décembre 1996   | Amtrak: Adirondack, Empire Service, Lake Shore Limited, Maple Leaf |
| 100 milles (160,93 kilomètres) | Albany – Rensselaer     | Rensselaer, NY       | 2 décembre 1996   | Amtrak: Adirondack, Empire Service, Lake Shore Limited, Maple Leaf CDTA: 214, 24 Megabus: M27 Vermont Translines: Vermont Shires Connector |
| 128 milles (206 kilomètres)    | Hudson                  | Hudson, NY           | 2 décembre 1996   | Amtrak: Adirondack, Empire Service, Maple Leaf |
| 153 milles (246,23 kilomètres) | Rhinecliff – Kingston   | Rhinecliff, NY       | 2 décembre 1996   | Amtrak: Adirondack, Empire Service, Maple Leaf |
| 169 milles (271,98 kilomètres) | Poughkeepsie            | Poughkeepsie, NY     | 2 décembre 1996   | Amtrak: Adirondack, Empire Service, Maple Leaf Metro-North Railroad: Hudson Line City of Poughkeepsie Transit: Main Street Dutchess County LOOP: Poughkeepsie RailLink |
| 209 milles (336,35 kilomètres) | Croton – Harmon         | Croton-on-Hudson, NY | 2 décembre 1996   | Amtrak: Adirondack, Empire Service, Lake Shore Limited, Maple Leaf Metro-North Railroad: Hudson Line Bee-Line: 10, 11, 14 |
| 227 milles (365,32 kilomètres) | Yonkers                 | Yonkers, NY          | 2 décembre 1996   | Amtrak: Adirondack, Empire Service, Maple Leaf Metro-North Railroad: Hudson Line Bee-Line: 6, 9, 25, 32, 91 (seasonal) |
| 241 milles (387,85 kilomètres) | New York Penn Station   | New York, NY         | 2 décembre 1996   | Amtrak : Northeast Regional, Adirondack, Cardinal, Carolinian, Crescent, Empire service, Ethan Allen Express, Keystone service, Lake Shore Limited, Maple Leaf, Palmetto, Pennsylvanian, Silver Meteor, Silver Star, Vermonter LIPR : Main Line, Port Washington Branch NJ Transit : North Jersey Coast Line, Northeast Corridor Line, Gladstone Branch, Montclair-Boonton Line, Morristown Line Métro de New York : 1, 2, 3, A, C, F, M, N, Q, R et W MTA Regional Bus Operations PATH : Hoboken–33rd Street, Journal Square–33rd Street, Journal Square–33rd Street (via Hoboken) |